# Dolné Plachtince
Dolné Plachtince (in ungherese Alsópalojta, in tedesco Niederplachtintz) è un comune della Slovacchia facente parte del distretto di Veľký Krtíš, nella regione di Banská Bystrica.
Il villaggio fu menzionato per la prima volta in un documento storico nel 1337 con il nome di Palahta Inferior. Appartenne ai nobili Dacsoy, Lukay e Simonfy; nel 1776 passò al dominio ecclesiastico di Rožňava.